# ハンス・レーオ・ハスラー

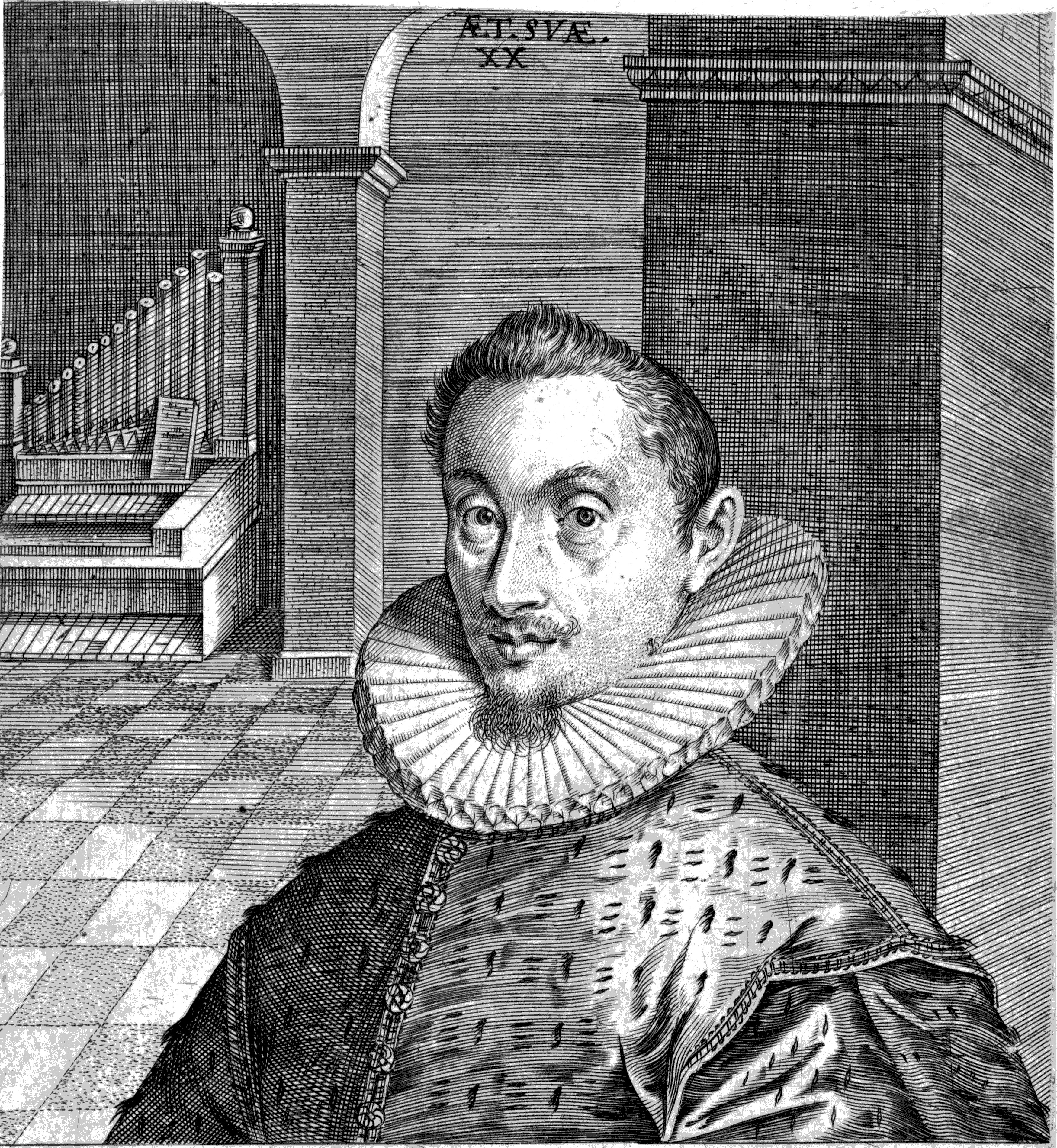
ハンス・レーオ・ハスラー

ハンス・レーオ・ハスラー（Hans Leo Haßler（またはHasslerの綴りも）、1562年10月25日? - 1612年6月8日 フランクフルト・アム・マイン）は、後期ルネサンスのドイツの作曲家。

## 経歴
ニュルンベルク出身。少年時代にオルガン奏者の父親から音楽教育を受ける。1584年に、当時の多くのドイツ人作曲家がしたように、イタリアに音楽留学を果たし、ヴェネツィアで研修を積んだ。当時のヴェネツィアはヴェネツィア楽派の活動のピークに当たり、楽派に属する作曲家が、豪華絢爛な複合唱様式で作曲を行い、やがてヴェネツィア国外でもその様式が有名になっていた。ハスラーも、ミュンヘンでラッススとつながりのあったレオンハルト・レヒナーのおかげで、ドイツ語圏にも流布された、この種の出版譜のうちいくつかには、早くから親しんでいた。ヴェネツィアではジョヴァンニ・ガブリエーリと親交を結び、ジョヴァンニとともにその叔父に師事した。
ハスラーは1586年にドイツに帰国し、アウクスブルクに移って、同地の富豪フッガー家のオクタヴィアン2世のオルガニストに採用される。アウクスブルク時代はハスラーにとって殊のほか創造的な時期であった。そのうえ、この頃に作曲家やオルガニストとして有名になったが、それにもかかわらず、今なお根強いカトリック圏内での数少ないプロテスタントだったため、ハスラーの影響力は限られたものだった。その後はまずニュルンベルクに、次いでウルムに移転する。この頃に結核に感染し、もはや致命的であることが判明したが、それでもなおドレスデン宮廷礼拝堂のオルガニストとして短期間の奉公を果たした。ハスラー没後に、ミヒャエル・プレトリウスとハインリヒ・シュッツが後任に任命されている。

## 作曲様式
ハスラーは、ヴェネツィア様式の新機軸を、アルプスを越えてドイツにもたらした最初の作曲家のひとりである。ドイツにはラッススのような立場の音楽家が何年間も活動していたにもかかわらず、そう言った音楽家は旧世代の「第１作法 prima prattica 」を代表しており、完全に展開され、洗練された、ルネサンスのポリフォニー様式の担い手だった。だがイタリアでは、新しい流行が浮上して、後にバロックと呼ばれる時代が決定されようとしていたのである。ハスラーや後のシュッツのような音楽家は、コンチェルタート様式や複合唱の理念、ヴェネツィア楽派の自由な情緒表現をドイツ文化に伝え、イタリアの外で最初の最も重要なバロック音楽の発展を、ドイツの地で切り開いたのである。
ハスラーの宗教音楽は、ローマ・カトリック教会とルター派教会の両方のために作曲されている。様式的に言うと、初期作品のほうが後の作品よりも進歩的である。イタリアから帰国後の作品には、複合唱の技法、テクスチュアの対比、随所に見られる半音階技法が顕著であるが、後年の宗教曲は保守的であり、パレストリーナ様式にならって線的対位法が駆使されている。
ハスラーの世俗音楽はマドリガーレやカンツォネッタ、ドイツ・リートが声楽曲にあり、器楽曲には、リチェルカーレやカンツォン・アラ・フランチェーゼ、トッカータなどがある。その多くは、イタリアのガブリエーリ進歩的な技法が採用されている。だが、性格においてはむしろ穏当で、常に職人芸や響きの美しさへの配慮が行き渡っている。

## 作品集
- カンツォネッタ集 Canzonette (ニュルンベルク, 1590年)
- 聖歌集（カンツィオーネス・サクレ）Cantiones sacrae (アウクスブルク, 1591年)
- マドリガーレ集 Madrigals (アウクスブルク, 1596年)
- マドリガーレとカンツォネッタの手法による新しいドイツ語の歌 Neüe teüsche Gesäng nach Art der welschen Madrigalien und Canzonetten (Augsburg, 1596年)
- ミサ曲集 Masses (ニュルンベルク, 1599年)
- 新しいドイツ語歌曲の遊歩庭園 Lustgarten neuer teutscher Gesäng (Nuremberg, 1601)
- 宗教曲集 Sacri concentus (アウクスブルク, 1601年＆1612年)
- 詩篇とキリスト教聖歌 Psalmen und christliche Gesäng (ニュルンベルク, 160年7)
- 聖歌集 Kirchenesäng (ニュルンベルク, 1608年)
- 器楽曲集《ヴィーナスの薗' 'Venusgarten 》(ニュルンベルク, 1615年)
- ドイツ語のリタニア Litaney teütsch (ニュルンベルク, 1619年)